# 緬甸神學院
緬甸神學院（英語：Myanmar Institute of Theology，簡稱MIT），基督教浸信會自1927年在英屬緬甸仰光興辦的神學院，是緬甸最悠久、最大、最頂尖的神學院。除了神學教育以外，亦為緬甸少有開辦美式博雅教育的學校。2003年下設耶德遜研究中心（Judson Research Center）。

## 校史
起初稱浸信會神性學校（Baptist Divinity School），建校不久即加盟美國芝加哥的北浸信會神學院（Northern Baptist Theological Seminary）旗下，至二戰日本攻陷英屬緬甸為止。首任校長是美國傳教士W. E. Wiatt，1927－1939年在任。1955－1960年加盟美國堪薩斯州堪薩斯州城的中央浸信會神學院（Central Baptist Theological Seminary of Kansas City, Kansas）。1960年起加盟為總部設於菲律賓馬尼拉的東南亞神學教育協會（Association for Theological Education in South East Asia，ATESEA）的認證會員。自1966年美國浸信會傳教士全面撤出緬甸，該校的人事編制就由國人頂替。直至1990年代，其教科書、課程規劃、教學方法學全盤依據先前結盟的兩家美國神學院。

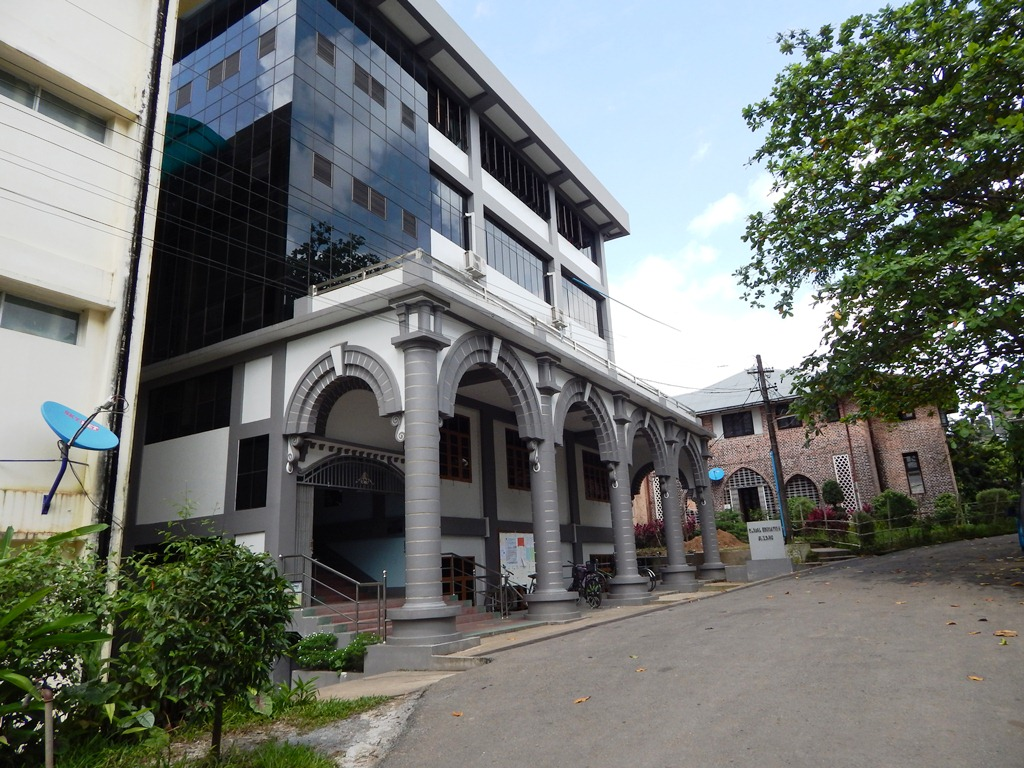
緬甸神學院校園一隅

1976年校名改名為緬甸神學院（Burma Institute of Theology），1989年緬甸軍政府全面取締「緬甸」的英語舊譯名Burma，強制轉寫為「Myanmar」，故校名又改為Myanmar Institute of Theology。
緬甸神學院起初只設神學學士課程（B.Th.）。至1962年新設宗教教育學學士課程（Bachelor of Religious Education）。1996年校董會決定新設神學碩士課程（M.Th.）但停辦神學學士（B.Th.），B.Th.在該年最後一年招生。1999年3月的畢業禮見證了B.Th.末屆畢業生和M.Th.首屆畢業生。2004年緬甸神學院聯合菲律賓馬尼拉的和合神學院（Union Theological Seminary）新設宣教博士學位（Doctor of Ministry, D.Min）。兩校合作關係至2008年結束，D.Min博士學位改為與美國堪薩斯州堪薩斯州城的中央浸信會神學院合辦，自2010-11年學年開始。
2014年緬甸神學院籌備多時的哲學博士（Ph.D.）課程終告開辦，以紀念200年前美國浸信會傳教士艾多奈拉姆·耶德遜與妻子安·耶德遜首次踏足緬甸國土。

## 神學學位與博雅教育
緬甸浸信會大會（Myanmar Baptist Convention）屬下有43家聖經研究學校（Bible schools），其中22家同時是緬甸神學教育協會（Association for Theological Education in Myanmar，ATEM）會員。緬甸神學教育協會有34個成員學校，當中只有MIT的神學碩士學位（M.Th）獲得審批更嚴謹的東南亞神學教育協會認證。
2000年起開設四年制「宗教研究」本科學士學位（B.A. Religious Studies，通稱BARS），至2010年改組成博雅課程（Libeal Arts Program，通稱LAP），博雅課程本科可主修商業學、計算機科學、英語、音樂、宗教或社會研究，研究生可攻讀社區發展研究碩士、跨信仰對話碩士、和平研究碩士。
學校開設的神學課程包括：
- PhD (Doctor of Philosophy)
- DMin (Doctor of Ministry，教牧學博士)
- MTh (Master of Theology，神學碩士)
- MACS (Master of Arts in Christian Studies，基督教研究文學碩士)
- MDiv (Master of Divinity，道學碩士)
- MTL (Master of Theological Librarianship，神學圖書管理學碩士)
- Liberal Arts Program (BARS—Bachelor of Arts in Religious Studies)
- DipCD and MACD
- MAID (Master of Arts in Interfaith Dialogue)
- MAPS (Master of Arts in Peace Studies)
- MAGS (Master of Arts in Gender Studies)

## 傳媒報導
英國主流大報《衛報》在2014年8月19日刊登了英國伯恩茅斯大學社工、社學學與社會政策中心的Sara Ashencaen Crabtree教授和Jonathan Parker教授到馬來西亞兩家大學和緬甸神學院講授社會工作的經歷。在緬甸佔人口68%的緬族普遍信奉佛教、基督教只屬於克倫族等少數民族的信仰的情況下，一般而言，緬甸神學院以承辦仰光的公益活動這種方式爭取緬甸媒體和大眾關注。

## 引用文獻
1. 1 2 3 4  'Challenges, Problems, and Prospects of Theological Education in Myanmar （页面存档备份，存于）' by Prof. Samuel Ngun Ling, CTC Bulletin voL. XXII, no.1, April 2006, Publisher: Christian Conference of Asia (Hong Kong), ISSN 0217-2631
2. ↑  About Us （页面存档备份，存于）, MIT.
3. ↑  Myanmar Institute of Theology （页面存档备份，存于）, Member school, 東南亞神學教育協會（ATESEA）.
4. 1 2 3  Prospectus 2004-2007 （页面存档备份，存于）, Myanmar Institute of Theology.
5. ↑  Diamond Jubilee Historical Committee, "History of the MIT," in Myanmar Institute of Theology, Diamond Jubilee (1927-2002) Magazine published by Alin Ein Media Group for MIT (MIT, 2002), 22-30.
6. ↑  'Select Surveys on Theological Education in Emerging Asian Churches （页面存档备份，存于）', Author: Lal-Tin HRE, The Ecumenical Review Volume 64, Issue 2, Jul 1, 2012.
7. ↑  Libeal Arts Program （页面存档备份，存于）, MIT.
8. ↑  
Social work in Myanmar: a slow and difficult birth （页面存档备份，存于）, The Guardian (United Kingdom), Tuesday 19 August 2014.

## 外部連結
- School Website （页面存档备份，存于）
- Baptist World Aid